# بروس ألكسندر كوك
بروس ألكسندر كوك (بالإنجليزية: Bruce Alexander Cook)‏ (7 أبريل 1932، شيكاغو في الولايات المتحدة - 9 نوفمبر 2003، لوس أنجلوس في الولايات المتحدة)؛ كاتب وروائي أمريكي.